# Hubîn, Starokosteantîniv
Hubîn (în ucraineană Губин) este un sat în comuna Ladîhî din raionul Starokosteantîniv, regiunea Hmelnîțkîi, Ucraina.

## Demografie
Componența lingvistică a localității Hubîn
     Ucraineană (98,34%)
     Rusă (1,33%)
     Alte limbi (0,33%)
Conform recensământului din 2001, majoritatea populației localității Hubîn era vorbitoare de ucraineană (98,34%), existând în minoritate și vorbitori de rusă (1,33%).